# حملة سنحاريب في بلاد الشام
وقعت حملة سنحاريب في بلاد الشام في عام 701 قبل الميلاد، عندما تحول سنحاريب من بابل إلى الجزء الغربي من الإمبراطورية الآشورية الحديثة حين تخلى حزقيا يهوذا، الذي حرضته مصر ومردوخ أبلا إيدينا الثاني، عن الولاء لآشور. شاركت في التمرد ولايات صغيرة مختلفة في المنطقة: تم الاستيلاء على صيدا وعسقلان بالقوة فيما دفعت سلسلة من المدن والولايات الأخرى بما في ذلك جبيل وأسدود وعمون وموآب وإدوم الجزية دون مقاومة. دعت عقرون مصر للمساعدة لكن المصريين هُزموا. ثم انقلب سنحاريب على أورشليم عاصمة حزقيا. لقد حاصر المدينة وأعطى البلدات المحيطة بها للحكام التابعين للآشوريين في عقرون وغزة وأشدود. لكن سنحاريب لم يخترق المدينة، وبقي حزقيا على عرشه كحاكم تابع.

## الجدول الزمني

### فينيقيا وفلسطين وشرق الأردن
شاركت في التمرد عدة ولايات صغيرة في المنطقة: تم الاستيلاء على صيدا وعسقلان بالقوة فيما دفعت سلسلة من المدن والولايات الأخرى بما في ذلك جبيل وأسدود وعمون وموآب وإدوم الجزية دون مقاومة. طلبت عقرون المساعدة من مصر لكن المصريين هزموا.

### مملكة يهوذا
ثم انقلب سنحاريب على أورشليم عاصمة حزقيا حيث حاصر المدينة وأعطى البلدات المحيطة بها إلى حكام يتبعون الآشوريين في عقرون وغزة وأشدود. ومع ذلك، لم يخترق سنحاريب المدينة، وظل حزقيا على عرشه كحاكم تابع.